# Callidula biplagiata
Callidula biplagiata es una polilla de la familia Callidulidae. Se encuentra en las islas Salomón.